# Fusioon
Fusioon fue un grupo español de rock progresivo y sinfónico de la Cataluña de los años 70. Lo formaban los músicos Manel Camp (instrumentos de tecla), Martí Brunet (guitarra), Jordi Camp (bajo) y Santi Arisa (batería).

## Historia
Empezó a hablarse de ellos en 1971, en el Primer festival de Música Progresiva de Granollers, en una época en la que, mientras en otros puntos de España los grupos musicales estaban más orientados al rock and roll primitivo, en Cataluña estaban más de moda el jazz fusión y el rock sinfónico, al estilo de King Crimson.
Su primer disco llegó en 1973, con el título de Fusioon. Con una música pop compleja y elaborada, este trabajo incluía unas versiones de «La danza del molinero», de Manuel de Falla, y «Negra sombra», de Rosalía de Castro.
Tras publicar algunos sencillos, con temas como la «Tocata y fuga de Bach», su segundo álbum, Fusioon 2, llegó en 1974. Contenía canciones poco comerciales, pero que lograron una importante difusión. Incluía algunos temas compuestos por los hermanos Camp, como «Concerto Grosso», «Diálogos» y «Farsa del buen vivir».
Su último trabajo discográfico y, a su vez, el más ambicioso, Minorisa (1975), era un LP doble que ofrecía un programa musical que constaba de tres suites: «Ebusus», «Minorisa» y «Llaves del subconsciente». Tras la disolución del grupo, sus miembros continuaron ligados a la música: Martí Brunet se especializó en la música electrónica; Santi Arisa fundó Pegasus, importante grupo catalán de jazz-fusión, y Manel Camp continuó con una dilatada carrera como acompañante de figuras de la Nova Cançó, como solista y como director de pequeños conjuntos de jazz y Jordi Camp bajista, siguió su carrera musical.

## Discografía
- Fusioon (Belter, 1973).
- Fusioon 2 (Belter, 1974).
- Minorisa (Ariola, 1975).